# شهدخوار بال‌حنایی
شهدخوار بال‌حنایی (نام علمی: Cinnyris rufipennis) گونه‌ای از پرندگان خانواده شهدخواران و بومی تانزانیا است.
زیستگاه طبیعی آن جنگل‌های کوهستانی نمناک نیمه‌گرمسیری یا گرمسیری است. نابودی زیستگاه آن را تهدید می‌کند.